# Павле Йованович
Павле (Пая) Йованович (на сръбски: Паја Јовановић) е сръбски художник.
Роден е на 16 юни 1859 година във Вършац в Банат в семейството на фотограф. През 1880 година завършва Виенската академия за изящни изкуства. Става известен с ранните си произведения, изобразяващи обикновени хора в ориенталистични сюжети и със своя детайлен драматичен реализъм, както в митологичните, така и в съвременните сцени. Утвърждава се като един от водещите сръбски реалистични художници, наред с Урош Предич и Джордже Кръстич. Сред най-известните му работи са „Раненият черногорец“, „Украсяване на булката“ и „Преселението на сърбите“.
Пая Йованович умира на 30 ноември 1957 година във Виена.